# Isabelle d'Aragon (1247-1271)
Pour les articles homonymes, voir Isabelle d'Aragon.
Titre
Reine de France
25 août 1270 – 28 janvier 1271
(5 mois et 3 jours)
Isabelle d'Aragon (1247- Cosenza, 28 janvier 1271) est une infante d'Aragon, devenue brièvement reine de France durant cinq mois en 1270-1271, par son mariage avec le futur roi Philippe III le Hardi. 
Elle est la mère du roi Philippe IV le Bel et de Charles de Valois, ancêtre de la branche des Valois.

## Biographie

### Famille
Elle est la troisième des cinq filles issues du mariage entre Jacques Ier le Conquérant (1208-1276), roi d'Aragon, de Valence et de Majorque, et sa deuxième femme Yolande de Hongrie (v. 1216-1251).
Son père, qui soutenait financièrement le couvent de Sainte-Marie de Sigena, prévoyait initialement qu'elle entre dans l'ordre de ce monastère. Le décret qu'il rédigea mentionnait également le fait que si l'enfant à naître était un garçon, il entrerait dans l'ordre des templiers. Le décret expira avant sa naissance.

### Mariage et descendance

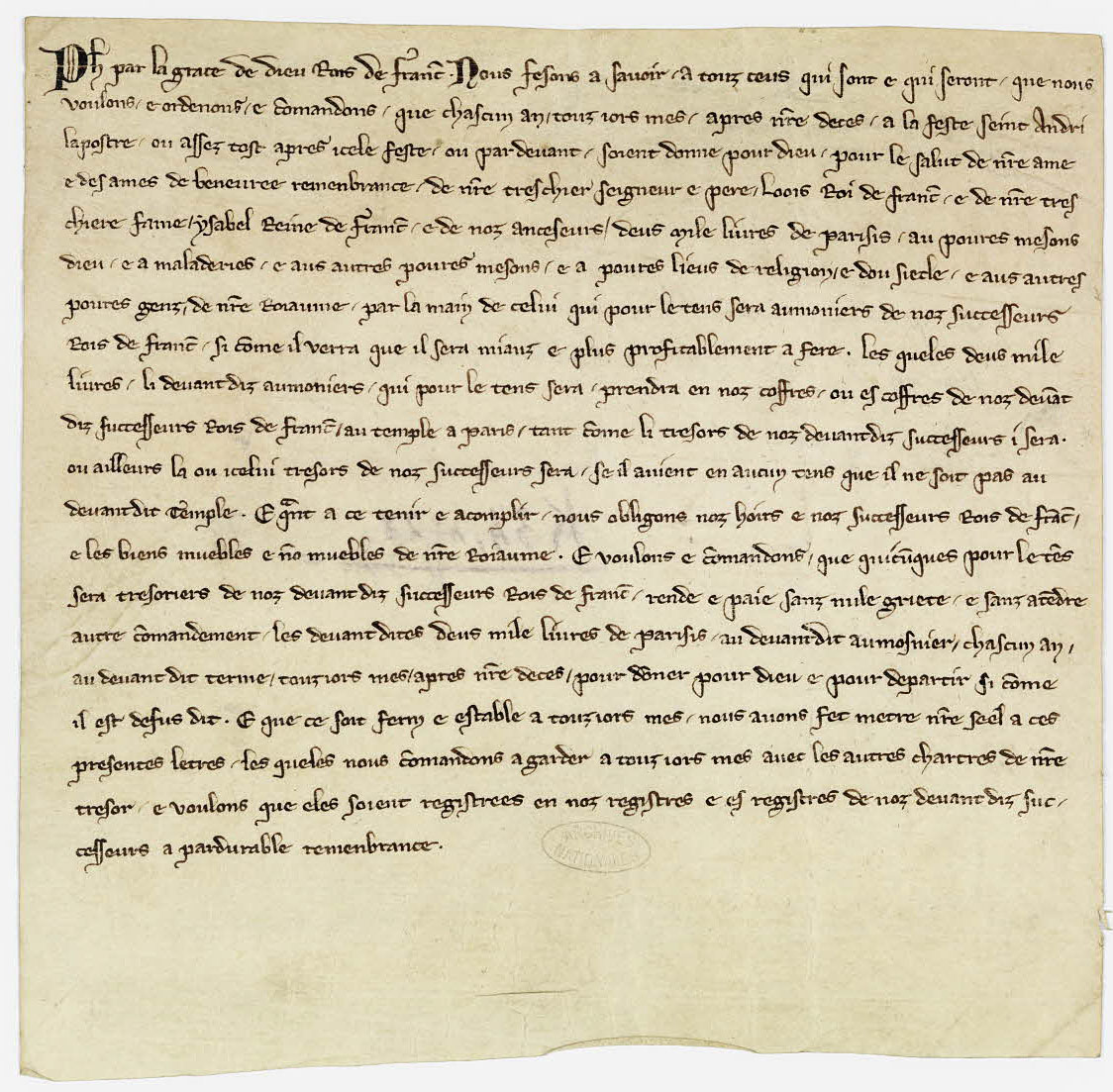
Charte du roi Philippe III le Hardi prescrivant à ses successeurs de donner chaque année 2000 livres aux maladreries et couvents pour qu’on prie pour son âme, l’âme de son père Louis IX et celle de sa femme Isabelle d'Aragon. Archives nationales K//34C/28.

Le 11 mai 1258, en marge du traité de Corbeil conclu entre les royaumes de France et d'Aragon, les rois Louis IX de France et Jacques Ier d'Aragon conviennent de renforcer cette entente par un mariage, celui de Philippe (1245-1285), alors second fils du roi de France, avec Isabelle, fille puînée du roi d'Aragon. Isabelle épouse donc à Clairmont, actuellement Clermont-Ferrand, le 28 mai 1262, le prince Philippe, devenu entre-temps héritier du trône de France à la mort de son frère aîné Louis en 1260.
De cette union naissent quatre fils :
- Louis (1264-1276), prince héritier de 1270 à 1276 ;
- Philippe IV « le Bel » (1268-1314), roi de France ;
- Robert (1269-av. 1276) ;
- Charles de Valois (1270-1325), auteur de la branche des Valois.

### Décès

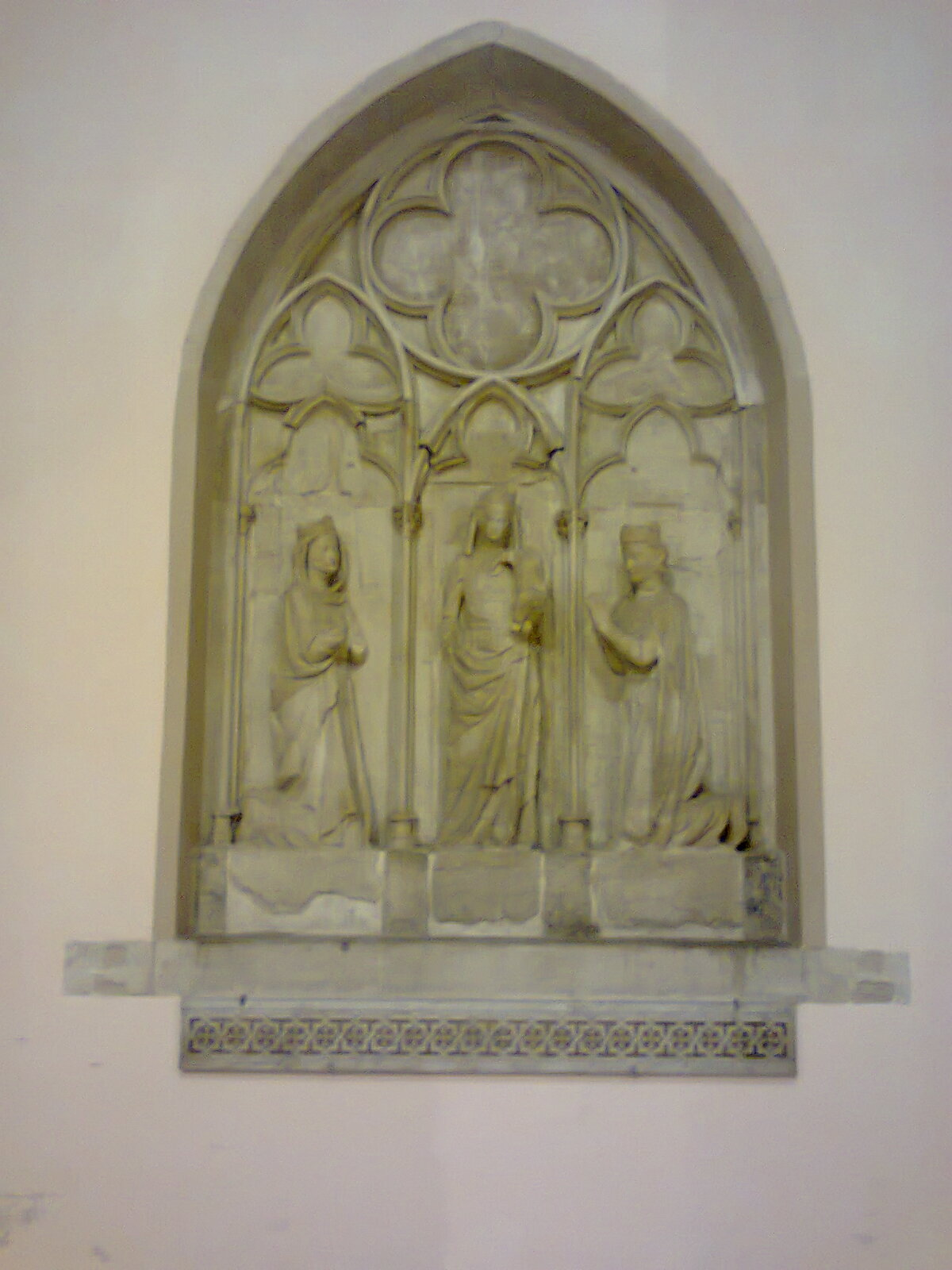
Mausolée d'Isabelle d'Aragon, cathédrale de Cosenza.

Ayant accompagné le roi à la 8e croisade à Tunis en juillet 1270, elle devient reine de France le mois suivant au décès du roi Louis IX. Le 11 janvier 1271, sur le chemin du retour, alors qu'elle traversait le Savuto près de Martirano en Calabre, elle fait une mauvaise chute de cheval et se brise la colonne vertébrale : enceinte de six mois de son cinquième enfant, elle accouche prématurément de l'enfant, qui meurt peu après. Transportée dans un premier temps au château de Martirano, puis à Cosenza, épuisée et fiévreuse, elle y meurt le 28 janvier 1271, à peine âgée de 24 ans. 
Morte loin de sa patrie, la technique funéraire du mos Teutonicus lui est pratiquée : elle est inhumée dans un premier temps dans la cathédrale de Cosenza, puis dans la nécropole royale en la basilique de Saint-Denis. Sa sépulture est profanée par les révolutionnaires en août 1793.
L'enfant qu'elle portait est enterré dans la cathédrale de Cosenza.
La fin tragique d'Isabelle d'Aragon est rappelée dans les Laudi du poète Gabriele D'Annunzio.